# Nino Oliviero
Nino Oliviero (* 13. Februar 1918 in Neapel, Italien; † 1. März 1980 in Rom) war ein italienischer Komponist.

## Biografie
Nino Oliviero studierte am Konservatorium „San Pietro a Majella“ Neapel Musik und Violine. Anschließend schrieb und komponierte er erfolgreich Neapolitanische Volksmusik, darunter auch Hits wie Nu quarto 'e luna und O ciucciariello. Ab Mitte der 1950er Jahre und insbesondere auch in den 1960er Jahren war Oliviero erfolgreich beim italienischen Film als Komponist beschäftigt. Neben erfolgreichen Musiken zu Die graue Galeere, Schlüsselpartie in Texas und Nina – Nur eine Frage der Zeit wurde er bei der Oscarverleihung 1964 gemeinsam mit Riz Ortolani und  Norman Newell für ihr Lied More aus dem Dokumentarfilm Mondo Cane für den Besten Song nominiert.
Während dieser Zeit arbeitete er parallel dazu auch als Musikjournalist für mehrere Tageszeitungen und Magazine. Am 1. März 1980 verstarb Oliviero im Alter von 62 Jahren nach langer Krankheit in Rom.

## Filmografie (Auswahl)
- 1953: Die Tochter der Kompanie (La figlia del reggimento)
- 1962: Die graue Galeere (Odio mortale)
- 1962: Mondo Cane (Mondo cane)
- 1963: Alle Frauen dieser Welt (La donna nel mondo)
- 1963: Das Mädchen La Pupa (La Pupa)
- 1964: Alle Sünden dieser Welt (Il pelo nel mondo)
- 1965: Schlüsselpartie in Texas (Una moglie americana)
- 1966: Nebraska-Jim (Ringo del Nebraska)
- 1967: Radhapura – Endstation der Verdammten
- 1976: Nina – Nur eine Frage der Zeit (A Matter of Time)